# Liga Venezolana de Béisbol Profesional 2023-24
La temporada 2023-24 de la Liga Venezolana de Béisbol Profesional, fue la edición número 79 de la LVBP, comenzó el 21 de octubre de 2023 con la visita de los Caribes de Anzoátegui a los Leones del Caracas, campeones de la edición anterior. El resto de los partidos inaugurales tuvieron lugar para disputarse en la misma fecha. Un total de ocho equipos participaron en esta competición que se desarrolló con éxito y culminó el 28 de enero de 2024.
El torneo se disputó en honor a Miguel Cabrera, quien en 2023 puso fin a su carrera tras 21 temporadas en las Grandes Ligas de Béisbol. A su vez ha sido homenajeado por la LVBP ya que disputó nueve zafras con los Tigres de Aragua —siendo campeón en cuatro de ellas—.
Al igual que en la temporada anterior, pasaron directamente al «Todos contra Todos» los cuatro mejores equipos posicionados, mientras que los otros dos restantes que quedaron de quinto y sexto lugar (Tigres de Aragua y Águilas del Zulia respectivamente), disputaron la Serie del Comodín que consistió de dos partidos durante los días 29 y 30 de diciembre.
Cabe destacar que los equipos Navegantes del Magallanes y Águilas del Zulia, tuvieron que enfrentarse en un partido extra por el sexto lugar en la tabla de posiciones, tras haber quedado ambos con 24 victorias y 32 derrotas al final de la ronda eliminatoria. El juego de pelota se disputó en el Estadio Luis Aparicio “El Grande” de Maracaibo, según las condiciones actuales de la LVBP.
La temporada regular se desarrolló desde el 21 de octubre hasta el 28 de diciembre de 2023, el Round Robin se realizó entre el 2 y 21 de enero y la Serie Final se disputó del 23 al 28 de enero de 2024.
Por primera vez en la historia de la LVBP se enfrentaron en una Serie Final los Tiburones de La Guaira y los Cardenales de Lara, con el conjunto litolarense logrando su primera corona desde la temporada 1985-86 tras vencer a los crepusculares en cinco juegos (4-1), obteniendo de esta manera su octavo título en su historia y el derecho a representar a Venezuela en la Serie del Caribe 2024 que se realizó en Miami.

## Equipos participantes
| Liga Venezolana de Béisbol Profesional 2023-24 |           |                      |                            |                                                                     |               |
| Equipo                                         | Fundación | Mánager              | Ciudad                     | Estadio                                                             | Capacidad     |
| Águilas del Zulia                              | 1969      | Néstor Corredor      | Maracaibo, Zulia           | Estadio Luis Aparicio “El Grande”                                   | 25,000        |
| Bravos de Margarita                            | 2007      | José Moreno          | Porlamar, Nueva Esparta    | Estadio Jorge Luis García Carneiro Estadio Universitario de Caracas | 14,300 20,723 |
| Cardenales de Lara                             | 1942      | Henry Blanco         | Barquisimeto, Lara         | Estadio Antonio Herrera Gutiérrez                                   | 20,450        |
| Caribes de Anzoátegui                          | 1987      | Marco Davalillo      | Puerto La Cruz, Anzoátegui | Estadio Alfonso “Chico” Carrasquel                                  | 18,000        |
| Leones del Caracas                             | 1942      | José Alguacil        | Caracas, Distrito Capital  | Estadio Monumental “Simón Bolívar”                                  | 40,000        |
| Navegantes del Magallanes                      | 1917      | Ramón Hernández      | Valencia, Carabobo         | Estadio José Bernardo Pérez                                         | 16,000        |
| Tiburones de La Guaira                         | 1962      | Oswaldo Guillén      | La Guaira, La Guaira       | Estadio Jorge Luis García Carneiro Estadio Universitario de Caracas | 14,300 20,723 |
| Tigres de Aragua                               | 1965      | Welby "Buddy" Bailey | Maracay, Aragua            | Estadio José Pérez Colmenares                                       | 12,450        |

## Temporada regular

### Tabla de posiciones
| Equipos                   | G  | P  | Pct. | Dif. | Casa  | Visita |
| ------------------------- | -- | -- | ---- | ---- | ----- | ------ |
| Cardenales de Lara        | 33 | 23 | .589 | —    | 16-12 | 17-11  |
| Leones del Caracas        | 32 | 24 | .571 | 1    | 17-11 | 15-13  |
| Bravos de Margarita       | 30 | 25 | .545 | 2.5  | 17-10 | 13-15  |
| Tiburones de La Guaira    | 30 | 26 | .536 | 3    | 17-11 | 13-15  |
| Tigres de Aragua          | 29 | 26 | .527 | 3.5  | 16-12 | 13-14  |
| Águilas del Zulia         | 25 | 32 | .439 | 8.5  | 16-13 | 9-19   |
| Navegantes del Magallanes | 24 | 33 | .421 | 9.5  | 10-18 | 14-15  |
| Caribes de Anzoátegui     | 21 | 35 | .375 | 12   | 9-19  | 12-16  |

Actualizado al 28 de diciembre de 2023.
|  | Clasificó directamente al Todos contra Todos |
|  | Disputó la Serie del Comodín                 |
|  | Equipo eliminado en Partido Extra            |
|  | Equipo eliminado en Temporada Regular        |

### Calendario de juegos
| Caribes de Anzoátegui | 8-0 | Leones del Caracas        | Monumental “Simón Bolívar” | 21 de octubre | 5:00 p. m. | Tves - IVC              |
| Bravos de Margarita   | 0-8 | Cardenales de Lara        | Antonio Herrera Gutiérrez  | 21 de octubre | 5:30 p. m. | ByM Sports La Tele Tuya |
| Águilas del Zulia     | 5-3 | Navegantes del Magallanes | José Bernardo Pérez        | 21 de octubre | 7:00 p. m. | SimpleTV                |
| Tigres de Aragua      | 3-4 | Tiburones de La Guaira    | Jorge Luis Carneiro        | 21 de octubre | 7:15 p. m. | Televen Canal I         |
| Leones del Caracas    | 6-3 | Tiburones de La Guaira    | Universitario de Caracas   | 22 de octubre | 1:00 p. m. | Venevisión Canal I      |
| Caribes de Anzoátegui | 3-4 | Tigres de Aragua          | José Pérez Colmenares      | 22 de octubre | 3:30 p. m. | Televen                 |
| Águilas del Zulia     | 4-8 | Cardenales de Lara        | Antonio Herrera Gutiérrez  | 22 de octubre | 4:00 p. m. | ByM Sports              |
| Bravos de Margarita   | 8-5 | Navegantes del Magallanes | José Bernardo Pérez        | 22 de octubre | 5:30 p. m. | Tves - STV              |

| Navegantes del Magallanes | 9-4   | Caribes de Anzoátegui     | Alfonso Carrasquel         | 24 de octubre | 7:00 p. m. | ByM Sports           |
| Tiburones de La Guaira    | 3-2   | Leones del Caracas        | Monumental “Simón Bolívar” | 24 de octubre | 7:00 p. m. | Canal I Béisbol Play |
| Cardenales de Lara        | 6-2   | Tigres de Aragua          | José Pérez Colmenares      | 24 de octubre | 7:00 p. m. | SimpleTV             |
| Bravos de Margarita       | 9-13  | Águilas del Zulia         | Luis Aparicio              | 24 de octubre | 7:00 p. m. | IVC                  |
| Navegantes del Magallanes | 7-3   | Caribes de Anzoátegui     | Alfonso Carrasquel         | 25 de octubre | 7:00 p. m. | ByM Sports           |
| Tigres de Aragua          | 5-3   | Cardenales de Lara        | Antonio Herrera Gutiérrez  | 25 de octubre | 7:00 p. m. | Canal I Béisbol Play |
| Bravos de Margarita       | 4-5   | Águilas del Zulia         | Luis Aparicio              | 25 de octubre | 7:00 p. m. | IVC                  |
| Leones del Caracas        | 10-9  | Tiburones de La Guaira    | Universitario de Caracas   | 25 de octubre | 8:15 p. m. | SimpleTV             |
| Tiburones de La Guaira    | 4-5   | Caribes de Anzoátegui     | Alfonso Carrasquel         | 26 de octubre | 7:00 p. m. | Canal I Béisbol Play |
| Bravos de Margarita       | 1-11  | Cardenales de Lara        | Antonio Herrera Gutiérrez  | 26 de octubre | 7:00 p. m. | ByM Sports           |
| Tigres de Aragua          | 1-2   | Águilas del Zulia         | Luis Aparicio              | 26 de octubre | 7:20 p. m. | IVC                  |
| Navegantes del Magallanes | 6-7   | Leones del Caracas        | Monumental “Simón Bolívar” | 26 de octubre | 7:30 p. m. | Televen SimpleTV     |
| Cardenales de Lara        | 6-7   | Navegantes del Magallanes | José Bernardo Pérez        | 27 de octubre | 7:00 p. m. | Televen              |
| Tigres de Aragua          | 6-7   | Águilas del Zulia         | Luis Aparicio              | 27 de octubre | 7:00 p. m. | ByM Sports           |
| Leones del Caracas        | 12-5  | Bravos de Margarita       | Universitario de Caracas   | 27 de octubre | 7:55 p. m. | Venevisión           |
| Bravos de Margarita       | 12-16 | Tiburones de La Guaira    | Universitario de Caracas   | 28 de octubre | 4:00 p. m. | Tves - IVC           |
| Navegantes del Magallanes | 1-4   | Tigres de Aragua          | José Pérez Colmenares      | 28 de octubre | 5:30 p. m. | Televen              |
| Leones del Caracas        | 12-2  | Caribes de Anzoátegui     | Alfonso Carrasquel         | 28 de octubre | 7:00 p. m. | SimpleTV             |
| Cardenales de Lara        | 3-2   | Águilas del Zulia         | Luis Aparicio              | 28 de octubre | 7:00 p. m. | TLT - ByM            |
| Bravos de Margarita       | 7-0   | Tiburones de La Guaira    | Universitario de Caracas   | 29 de octubre | 1:00 p. m. | IVC                  |
| Cardenales de Lara        | 6-2   | Águilas del Zulia         | Luis Aparicio              | 29 de octubre | 3:00 p. m. | Televen              |
| Leones del Caracas        | 6-8   | Caribes de Anzoátegui     | Alfonso Carrasquel         | 29 de octubre | 6:30 p. m. | STV - Tves           |
| Tigres de Aragua          | 3-5   | Navegantes del Magallanes | José Bernardo Pérez        | 29 de octubre | 7:40 p. m. | Venevisión           |

| Navegantes del Magallanes | 0-4     | Leones del Caracas        | Monumental “Simón Bolívar” | 31 de octubre  | 7:00 p. m.            | Tves - STV Televen      |
| Tigres de Aragua          | 3-5     | Cardenales de Lara        | Antonio Herrera Gutiérrez  | 31 de octubre  | 7:00 p. m.            | ByM Sports              |
| Tiburones de La Guaira    | 3-10    | Águilas del Zulia         | Luis Aparicio              | 31 de octubre  | 7:00 p. m.            | Canal I Béisbol Play    |
| Caribes de Anzoátegui     | *10-11* | Bravos de Margarita       | Universitario de Caracas   | 1 de noviembre | 7:00 p. m. 5:00 p. m. | Venevisión Béisbol Play |
| Bravos de Margarita       | 11-13   | Leones del Caracas        | Monumental “Simón Bolívar” | 2 de noviembre | 7:00 p. m.            | IVC                     |
| Caribes de Anzoátegui     | 1-8     | Tigres de Aragua          | José Pérez Colmenares      | 2 de noviembre | 7:00 p. m.            | Béisbol Play Canal I    |
| Águilas del Zulia         | 2-3     | Navegantes del Magallanes | José Bernardo Pérez        | 2 de noviembre | 7:00 p. m.            | SimpleTV                |
| Tiburones de La Guaira    | 4-6     | Cardenales de Lara        | Antonio Herrera Gutiérrez  | 2 de noviembre | 7:00 p. m.            | ByM Sports              |
| Águilas del Zulia         | 3-6     | Bravos de Margarita       | Jorge Luis Carneiro        | 3 de noviembre | 7:00 p. m.            | ByM Sports              |
| Navegantes del Magallanes | 6-9     | Tiburones de La Guaira    | Universitario de Caracas   | 3 de noviembre | 7:00 p. m.            | Tves - STV              |
| Caribes de Anzoátegui     | 2-0     | Tigres de Aragua          | José Pérez Colmenares      | 3 de noviembre | 7:00 p. m.            | IVC                     |
| Leones del Caracas        | 0-7     | Cardenales de Lara        | Antonio Herrera Gutiérrez  | 3 de noviembre | 7:00 p. m.            | Venevisión              |
| Águilas del Zulia         | 1-6     | Tiburones de La Guaira    | Universitario de Caracas   | 4 de noviembre | 4:00 p. m.            | ByM - TLT               |
| Tigres de Aragua          | 3-4     | Bravos de Margarita       | Jorge Luis Carneiro        | 4 de noviembre | 5:00 p. m.            | SimpleTV                |
| Leones del Caracas        | 8-3     | Cardenales de Lara        | Antonio Herrera Gutiérrez  | 4 de noviembre | 5:00 p. m.            | Televen                 |
| Caribes de Anzoátegui     | 3-6     | Navegantes del Magallanes | José Bernardo Pérez        | 4 de noviembre | 6:00 p. m.            | IVC                     |
| Navegantes del Magallanes | 2-8     | Tiburones de La Guaira    | Universitario de Caracas   | 5 de noviembre | 2:40 p. m.            | Televen                 |
| Tigres de Aragua          | 10-6    | Cardenales de Lara        | Antonio Herrera Gutiérrez  | 5 de noviembre | 5:00 p. m.            | Venevisión              |
| Águilas del Zulia         | 5-1     | Bravos de Margarita       | Jorge Luis Carneiro        | 5 de noviembre | 5:30 p. m.            | SimpleTV                |

| Leones del Caracas        | 7-5  | Tigres de Aragua          | José Pérez Colmenares      | 6 de noviembre    | 7:00 p. m. | SimpleTV                |
| Cardenales de Lara        | 5-1  | Bravos de Margarita       | Jorge Luis Carneiro        | 7 de noviembre    | 7:00 p. m. | Canal I Béisbol Play    |
| Tiburones de La Guaira    | 1-9  | Leones del Caracas        | Monumental “Simón Bolívar” | 7 de noviembre    | 7:00 p. m. | SimpleTV Tves           |
| Navegantes del Magallanes | 8-6  | Tigres de Aragua          | José Pérez Colmenares      | 7 de noviembre    | 7:00 p. m. | IVC                     |
| Águilas del Zulia         | 6-2  | Caribes de Anzoátegui     | Alfonso Carrasquel         | 7 de noviembre    | 7:20 p. m. | ByM Sports              |
| Águilas del Zulia         | 8-5  | Caribes de Anzoátegui     | Alfonso Carrasquel         | 8 de noviembre    | 5:30 p. m. | ByM Sports              |
| Cardenales de Lara        | 3-6  | Leones del Caracas        | Monumental “Simón Bolívar” | 8 de noviembre    | 7:00 p. m. | IVC                     |
| Tigres de Aragua          | 11-6 | Bravos de Margarita       | Jorge Luis Carneiro        | 8 de noviembre    | 7:00 p. m. | SimpleTV                |
| Tiburones de La Guaira    | 3-2  | Navegantes del Magallanes | José Bernardo Pérez        | 8 de noviembre    | 7:00 p. m. | Canal I Béisbol Play    |
| Águilas del Zulia         | 7-8  | Caribes de Anzoátegui     | Alfonso Carrasquel         | 8 de noviembre    | 9:20 p. m. | ByM Sports              |
| Águilas del Zulia         | 7-8  | Caribes de Anzoátegui     | Alfonso Carrasquel         | 9 de noviembre    | 7:00 p. m. | IVC                     |
| Cardenales de Lara        | 2-11 | Leones del Caracas        | Monumental “Simón Bolívar” | 9 de noviembre    | 7:00 p. m. | SimpleTV                |
| Tigres de Aragua          | 6-3  | Tiburones de La Guaira    | Jorge Luis Carneiro        | 9 de noviembre    | 7:00 p. m. | Béisbol Play Canal I    |
| Bravos de Margarita       | 4-1  | Navegantes del Magallanes | José Bernardo Pérez        | 9 de noviembre    | 7:00 p. m. | Tves ByM Sports         |
| Leones del Caracas        | 1-4  | Bravos de Margarita       | Universitario de Caracas   | 10 de noviembre   | 7:00 p. m. | IVC - Tves              |
| Tiburones de La Guaira    | 4-5  | Tigres de Aragua          | José Pérez Colmenares      | 10 de noviembre   | 7:00 p. m. | Venevisión              |
| Navegantes del Magallanes | 9-6  | Cardenales de Lara        | Antonio Herrera Gutiérrez  | 10 de noviembre   | 7:00 p. m. | SimpleTV                |
| Tigres de Aragua          | 3-10 | Leones del Caracas        | Monumental “Simón Bolívar” | *11 de noviembre* | 4:00 p. m. | La Tele Tuya ByM Sports |
| Tiburones de La Guaira    | 0-9  | Cardenales de Lara        | Antonio Herrera Gutiérrez  | *11 de noviembre* | 4:00 p. m. | IVC                     |
| Bravos de Margarita       | 7-2  | Caribes de Anzoátegui     | Alfonso Carrasquel         | *11 de noviembre* | 7:00 p. m. | Televen                 |
| Navegantes del Magallanes | 6-2  | Águilas del Zulia         | Luis Aparicio              | *11 de noviembre* | 7:00 p. m. | SimpleTV                |
| Tiburones de La Guaira    | 6-7  | Cardenales de Lara        | Antonio Herrera Gutiérrez  | 12 de noviembre   | 1:00 p. m. | IVC                     |
| Tigres de Aragua          | 1-5  | Leones del Caracas        | Monumental “Simón Bolívar” | 12 de noviembre   | 4:00 p. m. | Venevisión              |
| Navegantes del Magallanes | 2-6  | Águilas del Zulia         | Luis Aparicio              | 12 de noviembre   | 5:00 p. m. | SimpleTV                |

| Navegantes del Magallanes | 5-9   | Bravos de Margarita       | Universitario de Caracas   | 14 de noviembre   | 7:00 p. m. | SimpleTV Tves           |
| Caribes de Anzoátegui     | 3-7   | Tiburones de La Guaira    | Jorge Luis Carneiro        | 14 de noviembre   | 7:00 p. m. | ByM Sports              |
| Leones del Caracas        | 4-2   | Tigres de Aragua          | José Pérez Colmenares      | 14 de noviembre   | 7:00 p. m. | IVC                     |
| Cardenales de Lara        | 4-0   | Águilas del Zulia         | Luis Aparicio              | 14 de noviembre   | 7:00 p. m. | Canal I Béisbol Play    |
| Bravos de Margarita       | 6-4   | Tiburones de La Guaira    | Universitario de Caracas   | 15 de noviembre   | 7:00 p. m. | ByM Sports              |
| Caribes de Anzoátegui     | 10-5  | Tigres de Aragua          | José Pérez Colmenares      | 15 de noviembre   | 7:00 p. m. | SimpleTV                |
| Leones del Caracas        | 2-3   | Navegantes del Magallanes | José Bernardo Pérez        | 15 de noviembre   | 7:00 p. m. | Venevisión IVC Networks |
| Cardenales de Lara        | 1-5   | Águilas del Zulia         | Luis Aparicio              | 15 de noviembre   | 7:00 p. m. | Canal I Béisbol Play    |
| Caribes de Anzoátegui     | 1-3   | Cardenales de Lara        | Antonio Herrera Gutiérrez  | 16 de noviembre   | 7:00 p. m. | ByM Sports              |
| Leones del Caracas        | 6-5   | Águilas del Zulia         | Luis Aparicio              | 16 de noviembre   | 7:00 p. m. | SimpleTV                |
| Tigres de Aragua          | 4-11  | Tiburones de La Guaira    | Jorge Luis Carneiro        | 16 de noviembre   | 8:25 p. m. | Béisbol Play Canal I    |
| Navegantes del Magallanes | 12-1  | Bravos de Margarita       | Universitario de Caracas   | 16 de noviembre   | 9:05 p. m. | IVC                     |
| Bravos de Margarita       | 5-6   | Tiburones de La Guaira    | Universitario de Caracas   | 17 de noviembre   | 7:00 p. m. | Tves - ByM              |
| Caribes de Anzoátegui     | 5-4   | Cardenales de Lara        | Antonio Herrera Gutiérrez  | 17 de noviembre   | 7:00 p. m. | IVC                     |
| Leones del Caracas        | 1-5   | Águilas del Zulia         | Luis Aparicio              | 17 de noviembre   | 7:00 p. m. | Venevisión              |
| Caribes de Anzoátegui     | 2-6   | Bravos de Margarita       | Jorge Luis Carneiro        | *18 de noviembre* | 5:00 p. m. | IVC                     |
| Tigres de Aragua          | 1-3   | Águilas del Zulia         | Luis Aparicio              | *18 de noviembre* | 1:00 p. m. | Televen                 |
| Navegantes del Magallanes | 11-10 | Tiburones de La Guaira    | Universitario de Caracas   | *18 de noviembre* | 4:00 p. m. | ByM Sports La Tele Tuya |
| Leones del Caracas        | 4-6   | Cardenales de Lara        | Antonio Herrera Gutiérrez  | *18 de noviembre* | 5:30 p. m. | SimpleTV                |
| Caribes de Anzoátegui     | 4-2   | Bravos de Margarita       | Jorge Luis Carneiro        | *18 de noviembre* | 8:00 p. m. | IVC                     |
| Cardenales de Lara        | 8-3   | Navegantes del Magallanes | José Bernardo Pérez        | 19 de noviembre   | 4:20 p. m. | Venevisión              |
| Caribes de Anzoátegui     | 4-5   | Leones del Caracas        | Monumental “Simón Bolívar” | 19 de noviembre   | 6:00 p. m. | SimpleTV                |
| Tigres de Aragua          | 10-7  | Águilas del Zulia         | Luis Aparicio              | 19 de noviembre   | 8:40 p. m. |                         |
| Tiburones de La Guaira    | 11-12 | Bravos de Margarita       | Universitario de Caracas   | 19 de noviembre   | 7:00 p. m. | IVC                     |
| Cardenales de Lara        | 7-4   | Navegantes del Magallanes | José Bernardo Pérez        | 19 de noviembre   | 7:50 p. m. | ByM Sports              |

| Tiburones de La Guaira    | 9-6   | Caribes de Anzoátegui     | Alfonso Carrasquel         | 21 de noviembre | 7:00 p. m. | Canal I Béisbol Play |
| Bravos de Margarita       | 7-0   | Leones del Caracas        | Monumental “Simón Bolívar” | 21 de noviembre | 7:00 p. m. | Tves - IVC           |
| Navegantes del Magallanes | 11-12 | Tigres de Aragua          | José Pérez Colmenares      | 21 de noviembre | 7:00 p. m. | ByM Sports           |
| Águilas del Zulia         | 16-6  | Cardenales de Lara        | Antonio Herrera Gutiérrez  | 21 de noviembre | 7:00 p. m. | SimpleTV             |
| Tiburones de La Guaira    | 8-4   | Caribes de Anzoátegui     | Alfonso Carrasquel         | 22 de noviembre | 5:30 p. m. | Béisbol Play Canal I |
| Tigres de Aragua          | 13-3  | Leones del Caracas        | Monumental “Simón Bolívar” | 22 de noviembre | 7:00 p. m. | SimpleTV             |
| Cardenales de Lara        | 7-3   | Bravos de Margarita       | Jorge Luis Carneiro        | 22 de noviembre | 7:00 p. m. | IVC                  |
| Águilas del Zulia         | 6-11  | Navegantes del Magallanes | José Bernardo Pérez        | 22 de noviembre | 7:00 p. m. | ByM Sports           |
| Tiburones de La Guaira    | 9-1   | Caribes de Anzoátegui     | Alfonso Carrasquel         | 22 de noviembre | 9:15 p. m. | Canal I Béisbol Play |
| Leones del Caracas        | 4-2   | Bravos de Margarita       | Jorge Luis Carneiro        | 23 de noviembre | 7:00 p. m. | ByM Sports Tves      |
| Cardenales de Lara        | 6-0   | Caribes de Anzoátegui     | Alfonso Carrasquel         | 23 de noviembre | 7:00 p. m. | Canal I Béisbol Play |
| Águilas del Zulia         | 2-12  | Tiburones de La Guaira    | Universitario de Caracas   | 23 de noviembre | 7:00 p. m. | IVC                  |
| Tigres de Aragua          | 8-1   | Navegantes del Magallanes | José Bernardo Pérez        | 23 de noviembre | 7:00 p. m. | SimpleTV             |
| Águilas del Zulia         | 2-4   | Bravos de Margarita       | Jorge Luis Carneiro        | 24 de noviembre | 7:00 p. m. | IVC                  |
| Cardenales de Lara        | 10-0  | Caribes de Anzoátegui     | Alfonso Carrasquel         | 24 de noviembre | 7:00 p. m. | SimpleTV             |
| Navegantes del Magallanes | 12-7  | Tiburones de La Guaira    | Universitario de Caracas   | 24 de noviembre | 7:00 p. m. | Venevisión           |
| Leones del Caracas        | 3-7   | Tigres de Aragua          | José Pérez Colmenares      | 24 de noviembre | 7:00 p. m. | ByM Sports Tves      |
| Águilas del Zulia         | 3-5   | Bravos de Margarita       | Jorge Luis Carneiro        | 25 de noviembre | 4:00 p. m. | TLT - ByM            |
| Cardenales de Lara        | 2-7   | Leones del Caracas        | Monumental “Simón Bolívar” | 25 de noviembre | 5:30 p. m. | IVC                  |
| Tiburones de La Guaira    | 4-1   | Tigres de Aragua          | José Pérez Colmenares      | 25 de noviembre | 4:00 p. m. | SimpleTV             |
| Navegantes del Magallanes | 1-2   | Caribes de Anzoátegui     | Alfonso Carrasquel         | 26 de noviembre | 5:00 p. m. | Venevisión           |
| Águilas del Zulia         | 7-12  | Tigres de Aragua          | José Pérez Colmenares      | 26 de noviembre | 4:00 p. m. | SimpleTV             |
| Tiburones de La Guaira    | 5-8   | Leones del Caracas        | Monumental “Simón Bolívar” | 26 de noviembre | 4:00 p. m. | IVC                  |
| Bravos de Margarita       | 7-8   | Cardenales de Lara        | Antonio Herrera Gutiérrez  | 26 de noviembre | 4:00 p. m. | Televen              |
| Navegantes del Magallanes | 2-5   | Caribes de Anzoátegui     | Alfonso Carrasquel         | 26 de noviembre | 8:15 p. m. | ByM Sports           |

| Leones del Caracas        | 3-9  | Tiburones de La Guaira    | Universitario de Caracas   | 28 de noviembre | 7:00 p. m. | IVC - Tves              |
| Navegantes del Magallanes | 5-2  | Tigres de Aragua          | José Pérez Colmenares      | 28 de noviembre | 7:00 p. m. | Béisbol Play Canal I    |
| Navegantes del Magallanes | 3-4  | Leones del Caracas        | Monumental “Simón Bolívar” | 29 de noviembre | 7:00 p. m. | Tves - IVC ByM Sports   |
| Cardenales de Lara        | 4-2  | Tiburones de La Guaira    | Jorge Luis Carneiro        | 29 de noviembre | 7:00 p. m. | Béisbol Play Canal I    |
| Bravos de Margarita       | 5-4  | Tigres de Aragua          | José Pérez Colmenares      | 29 de noviembre | 7:00 p. m. | SimpleTV                |
| Caribes de Anzoátegui     | 4-6  | Águilas del Zulia         | Luis Aparicio              | 29 de noviembre | 7:00 p. m. | Béisbol Play            |
| Caribes de Anzoátegui     | 3-9  | Águilas del Zulia         | Luis Aparicio              | 30 de noviembre | 5:30 p. m. | ByM Sports              |
| Cardenales de Lara        | 9-7  | Tiburones de La Guaira    | Jorge Luis Carneiro        | 30 de noviembre | 7:00 p. m. | SimpleTV Tves           |
| Bravos de Margarita       | 2-11 | Leones del Caracas        | Monumental “Simón Bolívar” | 30 de noviembre | 7:00 p. m. | IVC                     |
| Tigres de Aragua          | 7-10 | Navegantes del Magallanes | José Bernardo Pérez        | 30 de noviembre | 7:00 p. m. | Canal I Béisbol Play    |
| Caribes de Anzoátegui     | 11-1 | Águilas del Zulia         | Luis Aparicio              | 30 de noviembre | 9:20 p. m. | ByM Sports              |
| Cardenales de Lara        | 4-8  | Bravos de Margarita       | Universitario de Caracas   | 1 de diciembre  | 7:00 p. m. | ByM Sports              |
| Tiburones de La Guaira    | 4-9  | Tigres de Aragua          | José Pérez Colmenares      | 1 de diciembre  | 7:00 p. m. | IVC                     |
| Leones del Caracas        | 8-4  | Navegantes del Magallanes | José Bernardo Pérez        | 1 de diciembre  | 7:00 p. m. | SimpleTV Venevisión     |
| Caribes de Anzoátegui     | 1-4  | Águilas del Zulia         | Luis Aparicio              | 1 de diciembre  | 7:00 p. m. | Béisbol Play Canal I    |
| Leones del Caracas        | 6-5  | Águilas del Zulia         | Luis Aparicio              | 2 de diciembre  | 5:00 p. m. | Béisbol Play            |
| Caribes de Anzoátegui     | 11-4 | Cardenales de Lara        | Antonio Herrera Gutiérrez  | 2 de diciembre  | 5:30 p. m. | SimpleTV                |
| Navegantes del Magallanes | 5-6  | Bravos de Margarita       | Universitario de Caracas   | 2 de diciembre  | 1:00 p. m. | IVC                     |
| Tigres de Aragua          | 1-15 | Tiburones de La Guaira    | Universitario de Caracas   | 2 de diciembre  | 7:00 p. m. | ByM Sports La Tele Tuya |
| Caribes de Anzoátegui     | 4-5  | Cardenales de Lara        | Antonio Herrera Gutiérrez  | 2 de diciembre  | 8:50 p. m. | Venevisión              |
| Leones del Caracas        | 0-3  | Águilas del Zulia         | Luis Aparicio              | 2 de diciembre  | 8:50 p. m. | Béisbol Play            |

| Tiburones de La Guaira    | 6-1  | Navegantes del Magallanes | José Bernardo Pérez        | 4 de diciembre  | 7:00 p. m. | IVC                     |
| Leones del Caracas        | 5-7  | Bravos de Margarita       | Universitario de Caracas   | 5 de diciembre  | 7:00 p. m. | IVC - Tves              |
| Tigres de Aragua          | 1-5  | Caribes de Anzoátegui     | Alfonso Carrasquel         | 5 de diciembre  | 7:00 p. m. | Canal I Béisbol Play    |
| Navegantes del Magallanes | 5-4  | Cardenales de Lara        | Antonio Herrera Gutiérrez  | 5 de diciembre  | 7:00 p. m. | SimpleTV                |
| Bravos de Margarita       | 4-3  | Leones del Caracas        | Monumental “Simón Bolívar” | 6 de diciembre  | 7:00 p. m. | Béisbol Play Canal I    |
| Tiburones de La Guaira    | 3-4  | Navegantes del Magallanes | José Bernardo Pérez        | 6 de diciembre  | 7:00 p. m. | IVC                     |
| Águilas del Zulia         | 5-3  | Cardenales de Lara        | Antonio Herrera Gutiérrez  | 6 de diciembre  | 7:00 p. m. | SimpleTV                |
| Tigres de Aragua          | 8-5  | Caribes de Anzoátegui     | Alfonso Carrasquel         | 6 de diciembre  | 7:20 p. m. | ByM Sports              |
| Navegantes del Magallanes | 9-4  | Bravos de Margarita       | Universitario de Caracas   | 7 de diciembre  | 7:00 p. m. | SimpleTV                |
| Leones del Caracas        | 9-4  | Caribes de Anzoátegui     | Alfonso Carrasquel         | 7 de diciembre  | 7:00 p. m. | IVC                     |
| Águilas del Zulia         | 9-6  | Tiburones de La Guaira    | Jorge Luis Carneiro        | 7 de diciembre  | 7:00 p. m. | Béisbol Play Canal I    |
| Cardenales de Lara        | 7-2  | Tigres de Aragua          | José Pérez Colmenares      | 7 de diciembre  | 7:00 p. m. | ByM - Tves              |
| Cardenales de Lara        | 3-4  | Bravos de Margarita       | Jorge Luis Carneiro        | 8 de diciembre  | 7:00 p. m. | SimpleTV                |
| Leones del Caracas        | 8-9  | Caribes de Anzoátegui     | Alfonso Carrasquel         | 8 de diciembre  | 7:00 p. m. | ByM Sports              |
| Águilas del Zulia         | 4-11 | Tiburones de La Guaira    | Universitario de Caracas   | 8 de diciembre  | 7:00 p. m. | Venevisión              |
| Tigres de Aragua          | 5-4  | Navegantes del Magallanes | José Bernardo Pérez        | 8 de diciembre  | 7:00 p. m. | IVC                     |
| Bravos de Margarita       | 0-1  | Tigres de Aragua          | José Pérez Colmenares      | 9 de diciembre  | 4:00 p. m. | Tves - STV              |
| Águilas del Zulia         | 1-12 | Leones del Caracas        | Monumental “Simón Bolívar” | 9 de diciembre  | 4:10 p. m. | La Tele Tuya ByM Sports |
| Tiburones de La Guaira    | 10-2 | Navegantes del Magallanes | José Bernardo Pérez        | 9 de diciembre  | 7:00 p. m. | IVC                     |
| Cardenales de Lara        | 9-5  | Caribes de Anzoátegui     | Alfonso Carrasquel         | 9 de diciembre  | 7:10 p. m. | Televen                 |
| Tiburones de La Guaira    | 5-8  | Bravos de Margarita       | Universitario de Caracas   | 10 de diciembre | 1:00 p. m. | SimpleTV                |
| Cardenales de Lara        | 8-3  | Caribes de Anzoátegui     | Alfonso Carrasquel         | 10 de diciembre | 5:00 p. m. | Venevisión              |
| Águilas del Zulia         | 4-5  | Tigres de Aragua          | José Pérez Colmenares      | 10 de diciembre | 5:00 p. m. |                         |
| Leones del Caracas        | 7-3  | Navegantes del Magallanes | José Bernardo Pérez        | 10 de diciembre | 5:35 p. m. | ByM Sports IVC - Tves   |

| Leones del Caracas        | 1-2  | Tiburones de La Guaira    | Universitario de Caracas   | 12 de diciembre | 7:00 p. m. | ByM Sports Tves - TLVN  |
| Bravos de Margarita       | 2-3  | Tigres de Aragua          | José Pérez Colmenares      | 12 de diciembre | 7:00 p. m. | SimpleTV                |
| Navegantes del Magallanes | 7-3  | Águilas del Zulia         | Luis Aparicio              | 12 de diciembre | 7:00 p. m. | IVC                     |
| Caribes de Anzoátegui     | 4-12 | Tiburones de La Guaira    | Universitario de Caracas   | 13 de diciembre | 7:00 p. m. | Béisbol Play Canal I    |
| Leones del Caracas        | 8-4  | Tigres de Aragua          | José Pérez Colmenares      | 13 de diciembre | 7:00 p. m. | ByM Sports              |
| Bravos de Margarita       | 1-3  | Cardenales de Lara        | Antonio Herrera Gutiérrez  | 13 de diciembre | 7:00 p. m. | SimpleTV                |
| Navegantes del Magallanes | 11-5 | Águilas del Zulia         | Luis Aparicio              | 13 de diciembre | 7:00 p. m. | IVC                     |
| Caribes de Anzoátegui     | 0-5  | Tiburones de La Guaira    | Universitario de Caracas   | 14 de diciembre | 7:00 p. m. | Canal I Béisbol Play    |
| Navegantes del Magallanes | 12-6 | Cardenales de Lara        | Antonio Herrera Gutiérrez  | 14 de diciembre | 7:00 p. m. | IVC - Tves              |
| Bravos de Margarita       | 20-0 | Águilas del Zulia         | Luis Aparicio              | 14 de diciembre | 7:00 p. m. | SimpleTV                |
| Tigres de Aragua          | 6-4  | Leones del Caracas        | Monumental “Simón Bolívar” | 15 de diciembre | 7:00 p. m. | ByM Sports              |
| Caribes de Anzoátegui     | 7-1  | Navegantes del Magallanes | José Bernardo Pérez        | 15 de diciembre | 7:00 p. m. | IVC                     |
| Tiburones de La Guaira    | 9-6  | Cardenales de Lara        | Antonio Herrera Gutiérrez  | 15 de diciembre | 7:00 p. m. | STV - Tves              |
| Bravos de Margarita       | 2-8  | Águilas del Zulia         | Luis Aparicio              | 15 de diciembre | 7:00 p. m. | Venevisión              |
| Tiburones de La Guaira    | 6-1  | Águilas del Zulia         | Luis Aparicio              | 16 de diciembre | 5:00 p. m. | IVC                     |
| Tigres de Aragua          | 0-16 | Bravos de Margarita       | Universitario de Caracas   | 16 de diciembre | 4:00 p. m. | SimpleTV                |
| Caribes de Anzoátegui     | 4-3  | Navegantes del Magallanes | José Bernardo Pérez        | 16 de diciembre | 7:00 p. m. | ByM Sports La Tele Tuya |
| Leones del Caracas        | 5-11 | Cardenales de Lara        | Antonio Herrera Gutiérrez  | 16 de diciembre | 5:35 p. m. | Televen                 |
| Tiburones de La Guaira    | 4-1  | Águilas del Zulia         | Luis Aparicio              | 16 de diciembre | 8:25 p. m. | IVC                     |
| Caribes de Anzoátegui     | 7-6  | Leones del Caracas        | Monumental “Simón Bolívar” | 17 de diciembre | 4:00 p. m. | SimpleTV                |
| Cardenales de Lara        | 1-6  | Tigres de Aragua          | José Pérez Colmenares      | 17 de diciembre | 4:00 p. m. | Venevisión              |
| Tiburones de La Guaira    | 7-8  | Águilas del Zulia         | Luis Aparicio              | 17 de diciembre | 5:00 p. m. | IVC                     |
| Bravos de Margarita       | 3-4  | Navegantes del Magallanes | José Bernardo Pérez        | 17 de diciembre | 5:30 p. m. | Televen                 |
| Cardenales de Lara        | 0-5  | Tigres de Aragua          | José Pérez Colmenares      | 17 de diciembre | 6:50 p. m. | Venevisión              |
| Caribes de Anzoátegui     | 7-5  | Leones del Caracas        | Monumental “Simón Bolívar” | 17 de diciembre | 7:45 p. m. | SimpleTV                |

| Bravos de Margarita       | 6-3  | Caribes de Anzoátegui     | Alfonso Carrasquel         | 19 de diciembre | 7:00 p. m. | IVC                     |
| Águilas del Zulia         | 4-8  | Leones del Caracas        | Monumental “Simón Bolívar” | 19 de diciembre | 7:00 p. m. | Tves - STV              |
| Tiburones de La Guaira    | 3-7  | Tigres de Aragua          | José Pérez Colmenares      | 19 de diciembre | 7:00 p. m. | Béisbol Play Canal I    |
| Cardenales de Lara        | 10-2 | Navegantes del Magallanes | José Bernardo Pérez        | 19 de diciembre | 7:00 p. m. | ByM Sports              |
| Bravos de Margarita       | 8-3  | Caribes de Anzoátegui     | Alfonso Carrasquel         | 20 de diciembre | 5:00 p. m. | ByM Sports              |
| Navegantes del Magallanes | 1-7  | Leones del Caracas        | Monumental “Simón Bolívar” | 20 de diciembre | 7:00 p. m. | IVC Networks Venevisión |
| Cardenales de Lara        | 5-6  | Tiburones de La Guaira    | Jorge Luis Carneiro        | 20 de diciembre | 7:00 p. m. | SimpleTV                |
| Águilas del Zulia         | 4-6  | Tigres de Aragua          | José Pérez Colmenares      | 20 de diciembre | 7:00 p. m. | Canal I Béisbol Play    |
| Bravos de Margarita       | 3-9  | Caribes de Anzoátegui     | Alfonso Carrasquel         | 20 de diciembre | 8:10 p. m. | ByM Sports              |
| Cardenales de Lara        | 6-2  | Tiburones de La Guaira    | Universitario de Caracas   | 21 de diciembre | 7:00 p. m. | ByM Sports              |
| Águilas del Zulia         | 9-10 | Tigres de Aragua          | José Pérez Colmenares      | 21 de diciembre | 7:00 p. m. | Beisbol Play Canal I    |
| Leones del Caracas        | 3-2  | Navegantes del Magallanes | José Bernardo Pérez        | 21 de diciembre | 7:00 p. m. | SimpleTV Televen        |
| Caribes de Anzoátegui     | 3-8  | Bravos de Margarita       | Jorge Luis Carneiro        | 21 de diciembre | 7:20 p. m. | IVC                     |
| Águilas del Zulia         | 4-0  | Leones del Caracas        | Monumental “Simón Bolívar” | 22 de diciembre | 5:36 p. m. | ByM Sports Tves         |
| Tigres de Aragua          | 3-1  | Cardenales de Lara        | Antonio Herrera Gutiérrez  | 22 de diciembre | 7:00 p. m. | Venevisión              |
| Caribes de Anzoátegui     | 13-5 | Navegantes del Magallanes | José Bernardo Pérez        | 22 de diciembre | 7:18 p. m. | SimpleTV                |
| Tiburones de La Guaira    | 2-8  | Bravos de Margarita       | Jorge Luis Carneiro        | 22 de diciembre | 9:14 p. m. | IVC                     |
| Águilas del Zulia         | 4-3  | Leones del Caracas        | Monumental “Simón Bolívar” | 22 de diciembre | 8:35 p. m. | Tves ByM Sports         |
| Caribes de Anzoátegui     | 5-12 | Tiburones de La Guaira    | Universitario de Caracas   | 23 de diciembre | 1:00 p. m. | IVC - Tves              |
| Navegantes del Magallanes | 8-9  | Cardenales de Lara        | Antonio Herrera Gutiérrez  | 23 de diciembre | 4:00 p. m. | Televen                 |
| Bravos de Margarita       | 10-4 | Tigres de Aragua          | José Pérez Colmenares      | 23 de diciembre | 5:00 p. m. | SimpleTV                |

| Tiburones de La Guaira | 6-5       | Bravos de Margarita       | Jorge Luis Carneiro        | 26 de diciembre | 7:00 p. m. | Canal I Béisbol Play      |
| Cardenales de Lara     | 6-7       | Leones del Caracas        | Monumental “Simón Bolívar” | 26 de diciembre | 7:00 p. m. | Tves - IVC                |
| Águilas del Zulia      | 2-5       | Navegantes del Magallanes | José Bernardo Pérez        | 26 de diciembre | 8:00 p. m. | ByM Sports SimpleTV       |
| Tigres de Aragua       | 9-3       | Caribes de Anzoátegui     | Alfonso Carrasquel         | 27 de diciembre | 5:00 p. m. | *SimpleTV*                |
| Tiburones de La Guaira | 12-10     | Leones del Caracas        | Monumental “Simón Bolívar” | 27 de diciembre | 7:00 p. m. | Canal I - VV Béisbol Play |
| Bravos de Margarita    | 8-5       | Navegantes del Magallanes | José Bernardo Pérez        | 27 de diciembre | 7:00 p. m. | ByM Sports *SimpleTV*     |
| Águilas del Zulia      | 3-6       | Cardenales de Lara        | Antonio Herrera Gutiérrez  | 27 de diciembre | 7:00 p. m. | IVC                       |
| Tigres de Aragua       | 2-0       | Caribes de Anzoátegui     | Alfonso Carrasquel         | 27 de diciembre | 8:00 p. m. | *SimpleTV*                |
| Tigres de Aragua       | Cancelado | Bravos de Margarita       | Universitario de Caracas   | 28 de diciembre | 7:00 p. m. | -                         |

| Navegantes del Magallanes | 3-8 | Águilas del Zulia | Luis Aparicio | 28 de diciembre | 7:00 p. m. | IVC Networks SimpleTV |

## Serie del Comodín

### Tabla de posiciones
| Equipos           | G | P | Pct. | Dif. | Casa | Visita |
| ----------------- | - | - | ---- | ---- | ---- | ------ |
| Tigres de Aragua  | 1 | 1 | .500 | —    | 1-1  | 0-0    |
| Águilas del Zulia | 1 | 1 | .500 | —    | 0-0  | 1-1    |

Actualizado al 30 de diciembre de 2023.
|  | Clasificó al Round Robin |
|  | Quedó eliminado          |

### Calendario de juegos
| Águilas del Zulia | 7-2 | Tigres de Aragua | José Pérez Colmenares | 29 de diciembre | 7:00 p. m. | IVC Networks Venevisión |
| Águilas del Zulia | 3-9 | Tigres de Aragua | José Pérez Colmenares | 30 de diciembre | 6:00 p. m. | Televen SimpleTV        |

## Round Robin

### Tabla de posiciones
| Equipos                | G  | P  | Pct. | Dif. | Casa | Visita |
| ---------------------- | -- | -- | ---- | ---- | ---- | ------ |
| Tiburones de La Guaira | 12 | 4  | .750 | —    | 6-2  | 6-2    |
| Cardenales de Lara     | 10 | 6  | .625 | 2    | 5-3  | 5-3    |
| Leones del Caracas     | 8  | 8  | .500 | 4    | 6-2  | 2-6    |
| Tigres de Aragua       | 5  | 11 | .313 | 7    | 5-3  | 0-8    |
| Bravos de Margarita    | 5  | 11 | .313 | 7    | 4-4  | 1-7    |

Actualizado al 21 de enero de 2024.
|  | Clasificó a la Serie Final |
|  | Quedó eliminado            |

### Calendario de juegos
| Tigres de Aragua       | 5-6  | Leones del Caracas     | Monumental “Simón Bolívar” | 2 de enero | 7:00 p. m. | IVC - Tves SimpleTV   | Bravos de Margarita    |
| Tiburones de La Guaira | 8-4  | Cardenales de Lara     | Antonio Herrera Gutiérrez  | 2 de enero | 7:10 p. m. | ByM Sports Televen    | Bravos de Margarita    |
| Tigres de Aragua       | 2-5  | Bravos de Margarita    | Universitario de Caracas   | 3 de enero | 7:00 p. m. | IVC SimpleTV          | Leones del Caracas     |
| Tiburones de La Guaira | 8-3  | Cardenales de Lara     | Antonio Herrera Gutiérrez  | 3 de enero | 7:00 p. m. | Venevisión ByM Sports | Leones del Caracas     |
| Leones del Caracas     | 3-4  | Bravos de Margarita    | Universitario de Caracas   | 4 de enero | 7:00 p. m. | Tves - IVC ByM Sports | Tiburones de La Guaira |
| Cardenales de Lara     | 5-6  | Tigres de Aragua       | José Pérez Colmenares      | 4 de enero | 7:00 p. m. | Televen SimpleTV      | Tiburones de La Guaira |
| Cardenales de Lara     | 4-5  | Leones del Caracas     | Monumental “Simón Bolívar” | 5 de enero | 7:00 p. m. | ByM Sports Venevisión | Tigres de Aragua       |
| Bravos de Margarita    | 4-8  | Tiburones de La Guaira | Universitario de Caracas   | 5 de enero | 7:00 p. m. | SimpleTV IVC - Tves   | Tigres de Aragua       |
| Bravos de Margarita    | 1-6  | Tigres de Aragua       | José Pérez Colmenares      | 6 de enero | 5:00 p. m. | TLT - TLVN ByM Sports | Cardenales de Lara     |
| Leones del Caracas     | 1-4  | Tiburones de La Guaira | Universitario de Caracas   | 6 de enero | 6:00 p. m. | SimpleTV IVC          | Cardenales de Lara     |
| Tiburones de La Guaira | 4-2  | Leones del Caracas     | Monumental “Simón Bolívar” | 7 de enero | 4:00 p. m. | IVC Televen           | Bravos de Margarita    |
| Tigres de Aragua       | 3-10 | Cardenales de Lara     | Antonio Herrera Gutiérrez  | 7 de enero | 4:00 p. m. | Venevisión SimpleTV   | Bravos de Margarita    |

| Cardenales de Lara     | 8-7  | Tiburones de La Guaira | Universitario de Caracas   | 8 de enero  | 7:00 p. m. | SimpleTV IVC           | Leones del Caracas     |
| Bravos de Margarita    | 5-4  | Tigres de Aragua       | José Pérez Colmenares      | 8 de enero  | 7:00 p. m. | ByM Sports             | Leones del Caracas     |
| Cardenales de Lara     | 7-0  | Bravos de Margarita    | Universitario de Caracas   | 9 de enero  | 7:00 p. m. | SimpleTV IVC           | Tiburones de La Guaira |
| Leones del Caracas     | 2-7  | Tigres de Aragua       | José Pérez Colmenares      | 9 de enero  | 7:00 p. m. | ByM Sports Tves - TLVN | Tiburones de La Guaira |
| Cardenales de Lara     | 5-9  | Leones del Caracas     | Monumental “Simón Bolívar” | 10 de enero | 7:00 p. m. | IVC ByM Sports         | Tigres de Aragua       |
| Bravos de Margarita    | 2-6  | Tiburones de La Guaira | Universitario de Caracas   | 10 de enero | 7:00 p. m. | SimpleTV Venevisión    | Tigres de Aragua       |
| Bravos de Margarita    | 0-5  | Leones del Caracas     | Monumental “Simón Bolívar” | 11 de enero | 7:00 p. m. | Tves - IVC ByM Sports  | Cardenales de Lara     |
| Tigres de Aragua       | 3-13 | Tiburones de La Guaira | Universitario de Caracas   | 11 de enero | 7:00 p. m. | SimpleTV Televen       | Cardenales de Lara     |
| Tiburones de La Guaira | 6-5  | Leones del Caracas     | Monumental “Simón Bolívar” | 12 de enero | 7:00 p. m. | Venevisión Tves - STV  | Bravos de Margarita    |
| Cardenales de Lara     | 9-6  | Tigres de Aragua       | José Pérez Colmenares      | 12 de enero | 7:00 p. m. | ByM Sports IVC         | Bravos de Margarita    |
| Tigres de Aragua       | 0-8  | Cardenales de Lara     | Antonio Herrera Gutiérrez  | 13 de enero | 5:00 p. m. | SimpleTV Televen       | Leones del Caracas     |
| Tiburones de La Guaira | 8-5  | Bravos de Margarita    | Universitario de Caracas   | 13 de enero | 6:00 p. m. | ByM Sports IVC - TLT   | Leones del Caracas     |
| Tigres de Aragua       | 2-3  | Bravos de Margarita    | Universitario de Caracas   | 14 de enero | 4:00 p. m. | Venevisión IVC         | Tiburones de La Guaira |
| Leones del Caracas     | 4-12 | Cardenales de Lara     | Antonio Herrera Gutiérrez  | 14 de enero | 6:00 p. m. | SimpleTV Televen       | Tiburones de La Guaira |

| Tiburones de La Guaira | 12-5 | Bravos de Margarita    | Universitario de Caracas   | 15 de enero | 7:00 p. m. | IVC SimpleTV           | Tigres de Aragua       |
| Leones del Caracas     | 3-2  | Cardenales de Lara     | Antonio Herrera Gutiérrez  | 15 de enero | 7:00 p. m. | Venevisión ByM Sports  | Tigres de Aragua       |
| Leones del Caracas     | 3-4  | Bravos de Margarita    | Universitario de Caracas   | 16 de enero | 7:00 p. m. | IVC - Tves ByM Sports  | Cardenales de Lara     |
| Tiburones de La Guaira | 3-15 | Tigres de Aragua       | José Pérez Colmenares      | 16 de enero | 7:00 p. m. | Televen SimpleTV       | Cardenales de Lara     |
| Tigres de Aragua       | 2-4  | Leones del Caracas     | Monumental “Simón Bolívar” | 17 de enero | 7:00 p. m. | SimpleTV Venevisión    | Bravos de Margarita    |
| Cardenales de Lara     | 7-2  | Tiburones de La Guaira | Universitario de Caracas   | 17 de enero | 7:00 p. m. | ByM Sports IVC         | Bravos de Margarita    |
| Cardenales de Lara     | 5-3  | Bravos de Margarita    | Universitario de Caracas   | 18 de enero | 7:00 p. m. | SimpleTV IVC           | Leones del Caracas     |
| Tiburones de La Guaira | 0-3  | Tigres de Aragua       | José Pérez Colmenares      | 18 de enero | 7:00 p. m. | ByM Sports Tves - TLVN | Leones del Caracas     |
| Leones del Caracas     | 8-4  | Tigres de Aragua       | José Pérez Colmenares      | 19 de enero | 7:00 p. m. | VV - Tves ByM Sports   | Tiburones de La Guaira |
| Bravos de Margarita    | 6-7  | Cardenales de Lara     | Antonio Herrera Gutiérrez  | 19 de enero | 7:00 p. m. | IVC SimpleTV           | Tiburones de La Guaira |
| Leones del Caracas     | 3-6  | Tiburones de La Guaira | Universitario de Caracas   | 20 de enero | 3:00 p. m. | TLVN - TLT ByM Sports  | Tigres de Aragua       |
| Bravos de Margarita    | 5-11 | Cardenales de Lara     | Antonio Herrera Gutiérrez  | 20 de enero | 5:00 p. m. | IVC SimpleTV           | Tigres de Aragua       |
| Tigres de Aragua       | 4-7  | Tiburones de La Guaira | Universitario de Caracas   | 21 de enero | 1:00 p. m. | IVC                    | Cardenales de Lara     |
| Bravos de Margarita    | 4-8  | Leones del Caracas     | Monumental “Simón Bolívar” | 21 de enero | 4:00 p. m. | Televen                | Cardenales de Lara     |

## Serie Final
La serie final se disputó entre el 23 y 28 de enero de 2024.
Los dos mejores equipos de la fase anterior del campeonato —Todos contra Todos—, se enfrentaron en esta instancia decisiva, en la cual se jugó a ganar 4 de 5 partidos posibles; y en donde Tiburones de La Guaira se convirtió en el representante de Venezuela en la Serie del Caribe 2024 que se realizó en los Estados Unidos.
| Partido 1, 23 de enero, 7:00 p. m. EST (UTC-4) | Tiburones de La Guaira | 6 – 0   | Cardenales de Lara | Estadio Universitario, Caracas  |                                 |   |   |   |   |   |   |   |
| |                        | Reporte |                    | Asistencia: 20.049 espectadores | Asistencia: 20.049 espectadores |   |   |   |   |   |   |   |
| Detalle \| Equipo \| 1 \| 2 \| 3 \| 4 \| 5 \| 6 \| 7 \| 8 \| 9 \| C \| H \| E \| \| ---------------------- \| - \| - \| - \| - \| - \| - \| - \| - \| - \| - \| - \| - \| \| Cardenales de Lara \| 0 \| 0 \| 0 \| 0 \| 0 \| 0 \| 0 \| 0 \| 0 \| 0 \| 3 \| 2 \| \| Tiburones de La Guaira \| 0 \| 1 \| 1 \| 2 \| 0 \| 1 \| 0 \| 1 \| X \| 6 \| 8 \| 0 \|LG: Ricardo Pinto (1-0). LP: Jhoulys Chacín (0-1). HRs: LAG – Leonardo Reginatto (1). Umpires: HP: David Arrieta. 1B: Robert Moreno. 2B: Gabriel Alfonso. 3B: Raúl Moreno. LF: Jorge Terán. RF: Edward Pacheco. Duración: 2h 37m |                        |         |                    |                                 |                                 |   |   |   |   |   |   |   |
| Equipo | 1                      | 2       | 3                  | 4                               | 5                               | 6 | 7 | 8 | 9 | C | H | E |
| Cardenales de Lara | 0                      | 0       | 0                  | 0                               | 0                               | 0 | 0 | 0 | 0 | 0 | 3 | 2 |
| Tiburones de La Guaira | 0                      | 1       | 1                  | 2                               | 0                               | 1 | 0 | 1 | X | 6 | 8 | 0 |

| Equipo                 | 1 | 2 | 3 | 4 | 5 | 6 | 7 | 8 | 9 | C | H | E |
| ---------------------- | - | - | - | - | - | - | - | - | - | - | - | - |
| Cardenales de Lara     | 0 | 0 | 0 | 0 | 0 | 0 | 0 | 0 | 0 | 0 | 3 | 2 |
| Tiburones de La Guaira | 0 | 1 | 1 | 2 | 0 | 1 | 0 | 1 | X | 6 | 8 | 0 |

| Partido 2, 24 de enero, 7:00 p. m. EST (UTC-4) | Tiburones de La Guaira | 12 – 10 | Cardenales de Lara | Estadio Universitario, Caracas  |                                 |   |   |   |   |    |    |   |
| |                        | Reporte |                    | Asistencia: 20.602 espectadores | Asistencia: 20.602 espectadores |   |   |   |   |    |    |   |
| Detalle \| Equipo \| 1 \| 2 \| 3 \| 4 \| 5 \| 6 \| 7 \| 8 \| 9 \| C \| H \| E \| \| ---------------------- \| - \| - \| - \| - \| - \| - \| - \| - \| - \| -- \| -- \| - \| \| Cardenales de Lara \| 1 \| 1 \| 0 \| 2 \| 0 \| 2 \| 2 \| 0 \| 2 \| 10 \| 18 \| 0 \| \| Tiburones de La Guaira \| 0 \| 1 \| 1 \| 4 \| 1 \| 0 \| 1 \| 4 \| X \| 12 \| 13 \| 0 \|LG: Arnaldo Hernández (1-0). LP: Silvino Bracho (0-1). HRs: LAR – Odubel Herrera (1), Carlos Narvaez (1). LAG – Luis Torrens (2), Maikel García (1), Wilson García (1). Umpires: HP: Ray Valero. 1B: Gabriel Alfonso. 2B: Raúl Moreno. 3B: Jorge Terán. LF: Edward Pacheco. RF: Juan Gómez. Duración: 4h 40m |                        |         |                    |                                 |                                 |   |   |   |   |    |    |   |
| Equipo | 1                      | 2       | 3                  | 4                               | 5                               | 6 | 7 | 8 | 9 | C  | H  | E |
| Cardenales de Lara | 1                      | 1       | 0                  | 2                               | 0                               | 2 | 2 | 0 | 2 | 10 | 18 | 0 |
| Tiburones de La Guaira | 0                      | 1       | 1                  | 4                               | 1                               | 0 | 1 | 4 | X | 12 | 13 | 0 |

| Equipo                 | 1 | 2 | 3 | 4 | 5 | 6 | 7 | 8 | 9 | C  | H  | E |
| ---------------------- | - | - | - | - | - | - | - | - | - | -- | -- | - |
| Cardenales de Lara     | 1 | 1 | 0 | 2 | 0 | 2 | 2 | 0 | 2 | 10 | 18 | 0 |
| Tiburones de La Guaira | 0 | 1 | 1 | 4 | 1 | 0 | 1 | 4 | X | 12 | 13 | 0 |

| Partido 3, 25 de enero, 7:00 p. m. EST (UTC-4) | Cardenales de Lara | 5 – 7   | Tiburones de La Guaira | Estadio Antonio Herrera Gutiérrez, Barquisimeto |                                 |   |   |   |   |   |    |   |
| |                    | Reporte |                        | Asistencia: 14.296 espectadores                 | Asistencia: 14.296 espectadores |   |   |   |   |   |    |   |
| Detalle \| Equipo \| 1 \| 2 \| 3 \| 4 \| 5 \| 6 \| 7 \| 8 \| 9 \| C \| H \| E \| \| ---------------------- \| - \| - \| - \| - \| - \| - \| - \| - \| - \| - \| -- \| - \| \| Tiburones de La Guaira \| 0 \| 2 \| 2 \| 0 \| 3 \| 0 \| 0 \| 0 \| 0 \| 7 \| 13 \| 0 \| \| Cardenales de Lara \| 0 \| 0 \| 1 \| 0 \| 0 \| 0 \| 1 \| 2 \| 1 \| 5 \| 12 \| 3 \|LG: Emilio Vargas (1-0). LP: Max Castillo (0-1). SV: Arnaldo Hernández (1). HRs: LAG – Yasiel Puig (1). Umpires: HP: Robert Moreno. 1B: Jorge Terán. 2B: Gabriel Alfonso. 3B: David Arrieta. LF: Juan Gómez. RF: Edward Pacheco. Duración: 3h 44m |                    |         |                        |                                                 |                                 |   |   |   |   |   |    |   |
| Equipo | 1                  | 2       | 3                      | 4                                               | 5                               | 6 | 7 | 8 | 9 | C | H  | E |
| Tiburones de La Guaira | 0                  | 2       | 2                      | 0                                               | 3                               | 0 | 0 | 0 | 0 | 7 | 13 | 0 |
| Cardenales de Lara | 0                  | 0       | 1                      | 0                                               | 0                               | 0 | 1 | 2 | 1 | 5 | 12 | 3 |

| Equipo                 | 1 | 2 | 3 | 4 | 5 | 6 | 7 | 8 | 9 | C | H  | E |
| ---------------------- | - | - | - | - | - | - | - | - | - | - | -- | - |
| Tiburones de La Guaira | 0 | 2 | 2 | 0 | 3 | 0 | 0 | 0 | 0 | 7 | 13 | 0 |
| Cardenales de Lara     | 0 | 0 | 1 | 0 | 0 | 0 | 1 | 2 | 1 | 5 | 12 | 3 |

| Partido 4, 27 de enero, 7:00 p. m. EST (UTC-4) | Cardenales de Lara | 6 – 5   | Tiburones de La Guaira | Estadio Antonio Herrera Gutiérrez, Barquisimeto |                                 |   |   |   |   |   |    |   |
| |                    | Reporte |                        | Asistencia: 12.948 espectadores                 | Asistencia: 12.948 espectadores |   |   |   |   |   |    |   |
| Detalle \| Equipo \| 1 \| 2 \| 3 \| 4 \| 5 \| 6 \| 7 \| 8 \| 9 \| C \| H \| E \| \| ---------------------- \| - \| - \| - \| - \| - \| - \| - \| - \| - \| - \| -- \| - \| \| Tiburones de La Guaira \| 2 \| 0 \| 0 \| 1 \| 0 \| 2 \| 0 \| 0 \| 0 \| 5 \| 12 \| 0 \| \| Cardenales de Lara \| 3 \| 2 \| 0 \| 0 \| 0 \| 0 \| 1 \| 0 \| X \| 6 \| 15 \| 1 \|LG: Michele Vassalotti (1-0). LP: Tiago Da Silva (0-1). SV: Vicente Campos (1). HRs: LAR – Jermaine Palacios (1), Hernán Pérez (1), Yojhan Quevedo (1). Umpires: HP: Raúl Moreno. 1B: Jonathan Parra. 2B: David Arrieta. 3B: Gabriel Alfonso. LF: Juan Gómez. RF: Robert Moreno. Duración: 3h 17m |                    |         |                        |                                                 |                                 |   |   |   |   |   |    |   |
| Equipo | 1                  | 2       | 3                      | 4                                               | 5                               | 6 | 7 | 8 | 9 | C | H  | E |
| Tiburones de La Guaira | 2                  | 0       | 0                      | 1                                               | 0                               | 2 | 0 | 0 | 0 | 5 | 12 | 0 |
| Cardenales de Lara | 3                  | 2       | 0                      | 0                                               | 0                               | 0 | 1 | 0 | X | 6 | 15 | 1 |

| Equipo                 | 1 | 2 | 3 | 4 | 5 | 6 | 7 | 8 | 9 | C | H  | E |
| ---------------------- | - | - | - | - | - | - | - | - | - | - | -- | - |
| Tiburones de La Guaira | 2 | 0 | 0 | 1 | 0 | 2 | 0 | 0 | 0 | 5 | 12 | 0 |
| Cardenales de Lara     | 3 | 2 | 0 | 0 | 0 | 0 | 1 | 0 | X | 6 | 15 | 1 |

| Partido 5, 28 de enero, 6:00 p. m. EST (UTC-4) | Cardenales de Lara | 0 – 3   | Tiburones de La Guaira | Estadio Antonio Herrera Gutiérrez, Barquisimeto |                                 |   |   |   |   |   |   |   |
| |                    | Reporte |                        | Asistencia: 14.221 espectadores                 | Asistencia: 14.221 espectadores |   |   |   |   |   |   |   |
| Detalle \| Equipo \| 1 \| 2 \| 3 \| 4 \| 5 \| 6 \| 7 \| 8 \| 9 \| C \| H \| E \| \| ---------------------- \| - \| - \| - \| - \| - \| - \| - \| - \| - \| - \| - \| - \| \| Tiburones de La Guaira \| 0 \| 0 \| 0 \| 0 \| 1 \| 2 \| 0 \| 0 \| 0 \| 3 \| 5 \| 0 \| \| Cardenales de Lara \| 0 \| 0 \| 0 \| 0 \| 0 \| 0 \| 0 \| 0 \| 0 \| 0 \| 6 \| 1 \|LG: Ricardo Pinto (2-0). LP: Jhoulys Chacín (0-2). SV: Arnaldo Hernández (2). Umpires: HP: Jonathan Parra. 1B: David Arrieta. 2B: Raúl Moreno. 3B: Robert Moreno. LF: Juan Gómez. RF: Edward Pacheco. Duración: 2h 51m |                    |         |                        |                                                 |                                 |   |   |   |   |   |   |   |
| Equipo | 1                  | 2       | 3                      | 4                                               | 5                               | 6 | 7 | 8 | 9 | C | H | E |
| Tiburones de La Guaira | 0                  | 0       | 0                      | 0                                               | 1                               | 2 | 0 | 0 | 0 | 3 | 5 | 0 |
| Cardenales de Lara | 0                  | 0       | 0                      | 0                                               | 0                               | 0 | 0 | 0 | 0 | 0 | 6 | 1 |

| Equipo                 | 1 | 2 | 3 | 4 | 5 | 6 | 7 | 8 | 9 | C | H | E |
| ---------------------- | - | - | - | - | - | - | - | - | - | - | - | - |
| Tiburones de La Guaira | 0 | 0 | 0 | 0 | 1 | 2 | 0 | 0 | 0 | 3 | 5 | 0 |
| Cardenales de Lara     | 0 | 0 | 0 | 0 | 0 | 0 | 0 | 0 | 0 | 0 | 6 | 1 |

| Partido 1, 23 de enero, 7:00 p. m. EST (UTC-4) | Tiburones de La Guaira | 6 – 0   | Cardenales de Lara | Estadio Universitario, Caracas  |                                 |   |   |   |   |   |   |   |
| |                        | Reporte |                    | Asistencia: 20.049 espectadores | Asistencia: 20.049 espectadores |   |   |   |   |   |   |   |
| Detalle \| Equipo \| 1 \| 2 \| 3 \| 4 \| 5 \| 6 \| 7 \| 8 \| 9 \| C \| H \| E \| \| ---------------------- \| - \| - \| - \| - \| - \| - \| - \| - \| - \| - \| - \| - \| \| Cardenales de Lara \| 0 \| 0 \| 0 \| 0 \| 0 \| 0 \| 0 \| 0 \| 0 \| 0 \| 3 \| 2 \| \| Tiburones de La Guaira \| 0 \| 1 \| 1 \| 2 \| 0 \| 1 \| 0 \| 1 \| X \| 6 \| 8 \| 0 \|LG: Ricardo Pinto (1-0). LP: Jhoulys Chacín (0-1). HRs: LAG – Leonardo Reginatto (1). Umpires: HP: David Arrieta. 1B: Robert Moreno. 2B: Gabriel Alfonso. 3B: Raúl Moreno. LF: Jorge Terán. RF: Edward Pacheco. Duración: 2h 37m |                        |         |                    |                                 |                                 |   |   |   |   |   |   |   |
| Equipo | 1                      | 2       | 3                  | 4                               | 5                               | 6 | 7 | 8 | 9 | C | H | E |
| Cardenales de Lara | 0                      | 0       | 0                  | 0                               | 0                               | 0 | 0 | 0 | 0 | 0 | 3 | 2 |
| Tiburones de La Guaira | 0                      | 1       | 1                  | 2                               | 0                               | 1 | 0 | 1 | X | 6 | 8 | 0 |

| Equipo                 | 1 | 2 | 3 | 4 | 5 | 6 | 7 | 8 | 9 | C | H | E |
| ---------------------- | - | - | - | - | - | - | - | - | - | - | - | - |
| Cardenales de Lara     | 0 | 0 | 0 | 0 | 0 | 0 | 0 | 0 | 0 | 0 | 3 | 2 |
| Tiburones de La Guaira | 0 | 1 | 1 | 2 | 0 | 1 | 0 | 1 | X | 6 | 8 | 0 |

| Partido 2, 24 de enero, 7:00 p. m. EST (UTC-4) | Tiburones de La Guaira | 12 – 10 | Cardenales de Lara | Estadio Universitario, Caracas  |                                 |   |   |   |   |    |    |   |
| |                        | Reporte |                    | Asistencia: 20.602 espectadores | Asistencia: 20.602 espectadores |   |   |   |   |    |    |   |
| Detalle \| Equipo \| 1 \| 2 \| 3 \| 4 \| 5 \| 6 \| 7 \| 8 \| 9 \| C \| H \| E \| \| ---------------------- \| - \| - \| - \| - \| - \| - \| - \| - \| - \| -- \| -- \| - \| \| Cardenales de Lara \| 1 \| 1 \| 0 \| 2 \| 0 \| 2 \| 2 \| 0 \| 2 \| 10 \| 18 \| 0 \| \| Tiburones de La Guaira \| 0 \| 1 \| 1 \| 4 \| 1 \| 0 \| 1 \| 4 \| X \| 12 \| 13 \| 0 \|LG: Arnaldo Hernández (1-0). LP: Silvino Bracho (0-1). HRs: LAR – Odubel Herrera (1), Carlos Narvaez (1). LAG – Luis Torrens (2), Maikel García (1), Wilson García (1). Umpires: HP: Ray Valero. 1B: Gabriel Alfonso. 2B: Raúl Moreno. 3B: Jorge Terán. LF: Edward Pacheco. RF: Juan Gómez. Duración: 4h 40m |                        |         |                    |                                 |                                 |   |   |   |   |    |    |   |
| Equipo | 1                      | 2       | 3                  | 4                               | 5                               | 6 | 7 | 8 | 9 | C  | H  | E |
| Cardenales de Lara | 1                      | 1       | 0                  | 2                               | 0                               | 2 | 2 | 0 | 2 | 10 | 18 | 0 |
| Tiburones de La Guaira | 0                      | 1       | 1                  | 4                               | 1                               | 0 | 1 | 4 | X | 12 | 13 | 0 |

| Equipo                 | 1 | 2 | 3 | 4 | 5 | 6 | 7 | 8 | 9 | C  | H  | E |
| ---------------------- | - | - | - | - | - | - | - | - | - | -- | -- | - |
| Cardenales de Lara     | 1 | 1 | 0 | 2 | 0 | 2 | 2 | 0 | 2 | 10 | 18 | 0 |
| Tiburones de La Guaira | 0 | 1 | 1 | 4 | 1 | 0 | 1 | 4 | X | 12 | 13 | 0 |

| Partido 3, 25 de enero, 7:00 p. m. EST (UTC-4) | Cardenales de Lara | 5 – 7   | Tiburones de La Guaira | Estadio Antonio Herrera Gutiérrez, Barquisimeto |                                 |   |   |   |   |   |    |   |
| |                    | Reporte |                        | Asistencia: 14.296 espectadores                 | Asistencia: 14.296 espectadores |   |   |   |   |   |    |   |
| Detalle \| Equipo \| 1 \| 2 \| 3 \| 4 \| 5 \| 6 \| 7 \| 8 \| 9 \| C \| H \| E \| \| ---------------------- \| - \| - \| - \| - \| - \| - \| - \| - \| - \| - \| -- \| - \| \| Tiburones de La Guaira \| 0 \| 2 \| 2 \| 0 \| 3 \| 0 \| 0 \| 0 \| 0 \| 7 \| 13 \| 0 \| \| Cardenales de Lara \| 0 \| 0 \| 1 \| 0 \| 0 \| 0 \| 1 \| 2 \| 1 \| 5 \| 12 \| 3 \|LG: Emilio Vargas (1-0). LP: Max Castillo (0-1). SV: Arnaldo Hernández (1). HRs: LAG – Yasiel Puig (1). Umpires: HP: Robert Moreno. 1B: Jorge Terán. 2B: Gabriel Alfonso. 3B: David Arrieta. LF: Juan Gómez. RF: Edward Pacheco. Duración: 3h 44m |                    |         |                        |                                                 |                                 |   |   |   |   |   |    |   |
| Equipo | 1                  | 2       | 3                      | 4                                               | 5                               | 6 | 7 | 8 | 9 | C | H  | E |
| Tiburones de La Guaira | 0                  | 2       | 2                      | 0                                               | 3                               | 0 | 0 | 0 | 0 | 7 | 13 | 0 |
| Cardenales de Lara | 0                  | 0       | 1                      | 0                                               | 0                               | 0 | 1 | 2 | 1 | 5 | 12 | 3 |

| Equipo                 | 1 | 2 | 3 | 4 | 5 | 6 | 7 | 8 | 9 | C | H  | E |
| ---------------------- | - | - | - | - | - | - | - | - | - | - | -- | - |
| Tiburones de La Guaira | 0 | 2 | 2 | 0 | 3 | 0 | 0 | 0 | 0 | 7 | 13 | 0 |
| Cardenales de Lara     | 0 | 0 | 1 | 0 | 0 | 0 | 1 | 2 | 1 | 5 | 12 | 3 |

| Partido 4, 27 de enero, 7:00 p. m. EST (UTC-4) | Cardenales de Lara | 6 – 5   | Tiburones de La Guaira | Estadio Antonio Herrera Gutiérrez, Barquisimeto |                                 |   |   |   |   |   |    |   |
| |                    | Reporte |                        | Asistencia: 12.948 espectadores                 | Asistencia: 12.948 espectadores |   |   |   |   |   |    |   |
| Detalle \| Equipo \| 1 \| 2 \| 3 \| 4 \| 5 \| 6 \| 7 \| 8 \| 9 \| C \| H \| E \| \| ---------------------- \| - \| - \| - \| - \| - \| - \| - \| - \| - \| - \| -- \| - \| \| Tiburones de La Guaira \| 2 \| 0 \| 0 \| 1 \| 0 \| 2 \| 0 \| 0 \| 0 \| 5 \| 12 \| 0 \| \| Cardenales de Lara \| 3 \| 2 \| 0 \| 0 \| 0 \| 0 \| 1 \| 0 \| X \| 6 \| 15 \| 1 \|LG: Michele Vassalotti (1-0). LP: Tiago Da Silva (0-1). SV: Vicente Campos (1). HRs: LAR – Jermaine Palacios (1), Hernán Pérez (1), Yojhan Quevedo (1). Umpires: HP: Raúl Moreno. 1B: Jonathan Parra. 2B: David Arrieta. 3B: Gabriel Alfonso. LF: Juan Gómez. RF: Robert Moreno. Duración: 3h 17m |                    |         |                        |                                                 |                                 |   |   |   |   |   |    |   |
| Equipo | 1                  | 2       | 3                      | 4                                               | 5                               | 6 | 7 | 8 | 9 | C | H  | E |
| Tiburones de La Guaira | 2                  | 0       | 0                      | 1                                               | 0                               | 2 | 0 | 0 | 0 | 5 | 12 | 0 |
| Cardenales de Lara | 3                  | 2       | 0                      | 0                                               | 0                               | 0 | 1 | 0 | X | 6 | 15 | 1 |

| Equipo                 | 1 | 2 | 3 | 4 | 5 | 6 | 7 | 8 | 9 | C | H  | E |
| ---------------------- | - | - | - | - | - | - | - | - | - | - | -- | - |
| Tiburones de La Guaira | 2 | 0 | 0 | 1 | 0 | 2 | 0 | 0 | 0 | 5 | 12 | 0 |
| Cardenales de Lara     | 3 | 2 | 0 | 0 | 0 | 0 | 1 | 0 | X | 6 | 15 | 1 |

| Partido 5, 28 de enero, 6:00 p. m. EST (UTC-4) | Cardenales de Lara | 0 – 3   | Tiburones de La Guaira | Estadio Antonio Herrera Gutiérrez, Barquisimeto |                                 |   |   |   |   |   |   |   |
| |                    | Reporte |                        | Asistencia: 14.221 espectadores                 | Asistencia: 14.221 espectadores |   |   |   |   |   |   |   |
| Detalle \| Equipo \| 1 \| 2 \| 3 \| 4 \| 5 \| 6 \| 7 \| 8 \| 9 \| C \| H \| E \| \| ---------------------- \| - \| - \| - \| - \| - \| - \| - \| - \| - \| - \| - \| - \| \| Tiburones de La Guaira \| 0 \| 0 \| 0 \| 0 \| 1 \| 2 \| 0 \| 0 \| 0 \| 3 \| 5 \| 0 \| \| Cardenales de Lara \| 0 \| 0 \| 0 \| 0 \| 0 \| 0 \| 0 \| 0 \| 0 \| 0 \| 6 \| 1 \|LG: Ricardo Pinto (2-0). LP: Jhoulys Chacín (0-2). SV: Arnaldo Hernández (2). Umpires: HP: Jonathan Parra. 1B: David Arrieta. 2B: Raúl Moreno. 3B: Robert Moreno. LF: Juan Gómez. RF: Edward Pacheco. Duración: 2h 51m |                    |         |                        |                                                 |                                 |   |   |   |   |   |   |   |
| Equipo | 1                  | 2       | 3                      | 4                                               | 5                               | 6 | 7 | 8 | 9 | C | H | E |
| Tiburones de La Guaira | 0                  | 0       | 0                      | 0                                               | 1                               | 2 | 0 | 0 | 0 | 3 | 5 | 0 |
| Cardenales de Lara | 0                  | 0       | 0                      | 0                                               | 0                               | 0 | 0 | 0 | 0 | 0 | 6 | 1 |

| Equipo                 | 1 | 2 | 3 | 4 | 5 | 6 | 7 | 8 | 9 | C | H | E |
| ---------------------- | - | - | - | - | - | - | - | - | - | - | - | - |
| Tiburones de La Guaira | 0 | 0 | 0 | 0 | 1 | 2 | 0 | 0 | 0 | 3 | 5 | 0 |
| Cardenales de Lara     | 0 | 0 | 0 | 0 | 0 | 0 | 0 | 0 | 0 | 0 | 6 | 1 |

|                                           |
| Campeón Tiburones de La Guaira 8.° título |

## Líderes

### Temporada regular
Actualizado al 28 de diciembre de 2023.
| Stat | Jugador            | Equipo | Total |
| ---- | ------------------ | ------ | ----- |
| VB   | Leonardo Reginatto | LAG    | 227   |
| AVG  | Gabriel Noriega    | CAR    | 376   |
| 2B   | José Rondón        | CAR    | 17    |
| 3B   | Alí Castillo       | ZUL    | 6     |
| HR   | José Rondón        | CAR    | 14    |
| CI   | Carlos Jesús Pérez | MAR    | 49    |
| CA   | José Rondón        | CAR    | 44    |
| H    | Alexi Amarista     | ARA    | 82    |
| BR   | Tomo Otosaka       | MAR    | 17    |
| SO   | Romer Cuadrado     | MAG    | 51    |

| Stat | Jugador           | Equipo | Total |
| ---- | ----------------- | ------ | ----- |
| V    | Osmer Morales     | MAR    | 7     |
| D    | Edgar Escobar     | ANZ    | 4     |
| EFE. | Osmer Morales     | MAR    | 2.26  |
| SO   | Osmer Morales     | MAR    | 51    |
| IL   | Félix Doubront    | MAR    | 65.1  |
| SV   | Carlos Navas      | MAR    | 13    |
| HLD  | Miguel Socolovich | CAR    | 13    |
| WHIP | Edgar Escobar     | ANZ    | 1.70  |

### Round Robin
Actualizado al 21 de enero de 2024.
| Stat | Jugador                       | Equipo | Total |
| ---- | ----------------------------- | ------ | ----- |
| VB   | Ángel Reyes                   | LAR    | 69    |
| AVG  | Jermaine Palacios             | LAR    | 439   |
| 2B   | Jermaine Palacios Ángel Reyes | LAR    | 8     |
| 3B   | Ramón Flores                  | MAR    | 6     |
| HR   | José Rondón                   | CAR    | 14    |
| CI   | Carlos Jesús Pérez            | MAR    | 49    |
| CA   | Jecksson Flores               | LAR    | 16    |
| H    | Jecksson Flores               | LAR    | 16    |
| BR   | Jecksson Flores               | LAR    | 4     |
| SO   | Ángel Reyes                   | LAR    | 19    |

| Stat | Jugador        | Equipo | Total |
| ---- | -------------- | ------ | ----- |
| V    | 5 jugadores    |        | 2     |
| D    | 6 jugadores    |        | 1     |
| EFE. | Max Castillo   | LAR    | 2.65  |
| SO   | Ricardo Pinto  | LAG    | 18    |
| IL   | Félix Doubront | MAR    | 24.2  |
| SV   | Carlos Navas   | MAR    | 4     |
| HLD  | José Adames    | LAR    | 5     |
| WHIP | Raúl Rivero    | LAR    | 2.20  |

## Draft
La escogencia del draft solo se efectuó después de haberse determinado los clasificados a la postemporada y de acuerdo a las condiciones actuales del campeonato.

### Round Robin
Para la Ronda Semifinal o Todos contra Todos, se asignaron a los equipos, números del uno (1) al cinco (5), de acuerdo al orden en que hayan quedado en la temporada regular y escogieron sucesivamente del primero al quinto, un (1) jugador por equipo para la adición y uno (1) para la sustitución.

#### Adiciones
| Pick | Equipo                 | Jugador         | Pos. | Procedencia               |
| ---- | ---------------------- | --------------- | ---- | ------------------------- |
| 1    | Cardenales de Lara     | Silvino Bracho  | P    | Águilas del Zulia         |
| 2    | Leones del Caracas     | Anthony Vizcaya | P    | Navegantes del Magallanes |
| 3    | Bravos de Margarita    | Alí Castillo    | CF   | Águilas del Zulia         |
| 4    | Tiburones de La Guaira | Luis Torrens    | C    | Navegantes del Magallanes |
| 5    | Tigres de Aragua       | José Pirela     | LF   | Águilas del Zulia         |

#### Sustituciones
| Pick | Equipo                 | Jugador           | Pos. | Procedencia               | Toma el lugar de  | Pos. |
| ---- | ---------------------- | ----------------- | ---- | ------------------------- | ----------------- | ---- |
| 1    | Cardenales de Lara     | Ángel Reyes       | RF   | Águilas del Zulia         | Franklin Van Grup | P    |
| 2    | Leones del Caracas     | Balbino Fuenmayor | 1B   | Caribes de Anzoátegui     | Wilfredo Pereira  | P    |
| 3    | Bravos de Margarita    | Luis Sardiñas     | 3B   | Caribes de Anzoátegui     | Yaramil Hiraldo   | P    |
| 4    | Tiburones de La Guaira | Luis Martínez     | P    | Navegantes del Magallanes | Miguel Romero     | P    |
| 5    | Tigres de Aragua       | Jesús Sucre       | C    | Águilas del Zulia         | Claudio Custodio  | P    |

### Serie Final
Los equipos que clasificaron a la serie final, si no lo han hecho antes, pueden completar los cupos faltantes que no hubiesen llenado de las listas oficiales entregadas por los equipos eliminados.

#### Adiciones
| Pick | Equipo                 | Jugador        | Pos. | Procedencia        |
| ---- | ---------------------- | -------------- | ---- | ------------------ |
| 1    | Tiburones de La Guaira | Harold Ramírez | OF   | Leones del Caracas |
| 2    | Cardenales de Lara     | Jhoulys Chacín | P    | Leones del Caracas |

## Premios y honores
| Semana | Jugador            | Equipo |
| ------ | ------------------ | ------ |
| 1-2    | Pedro Castellanos  | LAR    |
| 3      | Luis Sardiñas      | ANZ    |
| 4      | Gabriel Noriega    | CAR    |
| 5      | Anderson Espinoza  | LAR    |
| 6      | Wilson García      | LAG    |
| 7      | Ángel Reyes        | ZUL    |
| 8      | Ariel Miranda      | LAG    |
| 9      | Yasiel Puig        | LAG    |
| 10     | Carlos Jesús Pérez | MAR    |
| FIN    | Ricardo Pinto      | LAG    |

| Designación         | Jugador               | Equipo |
| ------------------- | --------------------- | ------ |
| Productor del Año   | José Rondón           | CAR    |
| Cerrador del Año    | Anthony Vizcaya       | MAG    |
| Setup del Año       | Miguel Socolovich     | CAR    |
| Pitcher del Año     | Osmer Morales         | MAR    |
| Regreso del Año     | Osmer Morales         | MAR    |
| Novato del Año      | Andrés Chaparro       | ZUL    |
| Manager del Año     | José Moreno           | MAR    |
| Jugador Más Valioso | José Alberto Martínez | ARA    |